# Guilty Pleasures (Wednesday Night Heroes)
Guilty Pleasures è il terzo album studio della band canadese Wednesday Night Heroes. Il disco ha ricevuto diverse critiche favorevoli ed elogi, tanto che è stato inserito al primo posto nella classifica sui 10 migliori album punk rock del 2007.

## Tracce
1. Open Fire (2:31)
2. Wash Em Away (1:59)
3. Dead End Street (2:35)
4. Desperation (2:58)
5. Liar (1:18)
6. Uncivilized Bastard (2:28)
7. Move to Press (2:36)
8. All on the Outside (2:25)
9. Action (3:00)
10. Bland New Age (2:08)
11. Shut Us Out (1:12)
12. Not Alone (3:23)

## Formazione
- Graeme MacKinnon - voce
- Luke MacKinnon - chitarra
- Konrad Adrelunas - basso
- Jay Zazula - batteria